# Поп Богомил
Поп Богомил (болг. Поп Богомил) — болгарский религиозный деятель. Жил в X веке. Считается, что он был создателем новой ереси — богомильства, которая получила его имя. Конкретные данные о его жизни не сохранились. Первые упоминания о попе Богомиле как отце богомильства находится в книге «Беседа против богомилов» болгарского писателя пресвитера Козьмы (X век). Козьма утверждает, что поп Богомил был современником болгарского царя Петра I. Богомил упомянут как создатель богомильства также в «Синодике царя Борила» («Синодник Болгарской православной церкви» — XIII век). Здесь упомянут и его ученик Михаил. Известными последователями попа Богомила были Тодор, Стефан, Добры, Василий и Пётр (Петър). В ряде средневековых сочинений он упомянут как автор еретических книг.